# Stara Synagoga w Wałbrzychu
Stara Synagoga w Wałbrzychu – pierwszy dom modlitwy znajdujący się w Wałbrzychu, założony w 1862 roku w wynajętym prywatnym lokalu. Bożnica przestała pełnić funkcje religijne wraz z wybudowaniem nowej synagogi w 1883 roku.